# Nhảy Breaking tại Đại hội Thể thao châu Á 2022
Nhảy Breaking tại Đại hội Thể thao châu Á 2022 được tổ chức tại Nhà thi đấu Công viên Thể thao Kênh Củng Thự, Hàng Châu, Trung Quốc từ ngày 6 đến ngày 7 tháng 10. Điều này đánh dấu sự ra mắt của bộ môn này tại Đại hội thể thao châu Á. Mỗi Ủy ban Olympic quốc gia (NOC) có thể đăng ký tối đa 4 vận động viên, mỗi giới 2 người.

## Quốc gia tham dự
Có tổng cộng 45 vận động viên đến từ 13 tham gia thi đấu Nhảy Breaking tại Đại hội Thể thao châu Á 2022:
- Trung Quốc (4)
- Đài Bắc Trung Hoa (4)
- Hồng Kông (4)
- Nhật Bản (4)
- Kazakhstan (3)
- Mông Cổ (3)
- Nepal (1)
- Philippines (3)
- Hàn Quốc (4)
- Tajikistan (4)
- Thái Lan (4)
- Uzbekistan (3)
- Việt Nam (4)

## Lịch thi đấu
| VL | Vòng loại | CK | Chung kết |

| ND↓/Ngày → | 6 Thứ 6 | 7 Thứ 7 |
| ---------- | ------- | ------- |
| B-Boys     | VL      | CK      |
| B-Girls    | VL      | CK      |

## Danh sách huy chương
| ND      | Vàng                         | Bạc                     | Đồng                       |
| ------- | ---------------------------- | ----------------------- | -------------------------- |
| B-Boys  | Shigeyuki Nakarai · Nhật Bản | Kim Hong-yul · Hàn Quốc | Qi Xiang-yu · Trung Quốc   |
| B-Girls | Liu Qing-yi · Trung Quốc     | Ami Yuasa] · Nhật Bản   | Ayumi Fukushima · Nhật Bản |

## Bảng tổng sắp huy chương
| Hạng               | Đoàn               | Vàng | Bạc | Đồng | Tổng số |
| ------------------ | ------------------ | ---- | --- | ---- | ------- |
| 1                  | Nhật Bản (JPN)     | 1    | 1   | 1    | 3       |
| 2                  | Trung Quốc (CHN)   | 1    | 0   | 1    | 2       |
| 3                  | Hàn Quốc (KOR)     | 0    | 1   | 0    | 1       |
| Tổng số (3 đơn vị) | Tổng số (3 đơn vị) | 2    | 2   | 2    | 6       |